# Kensington Security Slot

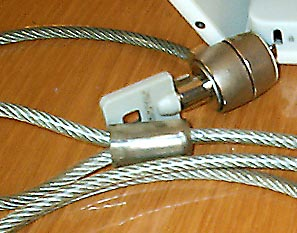
Cavo e Foro Kensington

Il Kensington Security Slot (chiamato in gergo semplicemente Kensington) è un piccolo foro presente in quasi tutti i computer portatili recenti, ma anche in monitor o altri dispositivi informatici, ideato per assicurarli al tavolo ed evitarne il furto.
Questo foro e l'apposito cavo che vi si collega sono un'invenzione dell'azienda che si è aggiudicata il brevetto, la Kensington Technology Group.
Dopo numerosi anni di supremazia assoluta, oggi esistono diverse marche che producono vari tipi di lucchetti compatibili con il foro Kensington.
I lucchetti compatibili con il foro Kensington sono principalmente distinguibili in due categorie, quelli con la chiave o quelli che utilizzano un codice numerico, come le valigie.
Il lucchetto Kensington non vuole essere una misura di protezione estrema; infatti, è un'ottima soluzione per gli uffici aperti al pubblico ma, con una buona quantità di tempo e con degli strumenti adatti, un malintenzionato può agevolmente eludere questa protezione.
Uno dei maggiori deterrenti del Kensington è il fatto che la forzatura di questo lucchetto provoca una distruzione delle plastiche intorno al portatile, con una conseguente difficoltà a rivendere lo stesso, quindi scoraggiando il furto.